# Hypsiglena
Genre
Synonymes
- Eridiphas Leviton & Tanner, 1960

Hypsiglena est un genre de serpents de la famille des Dipsadidae.

## Répartition

Distribution des 7 espèces connues en 2012

Les neuf espèces de ce genre se rencontrent au Mexique et dans une large moitié ouest des États-Unis.

## Description
Ces serpents vivent dans des zones arides à semi-désertiques. Ils dépassent rarement 40 cm. Ils peuvent être de nombreuses couleurs, allant du gris au noir en passant par le brun, avec de nombreuses taches sombres.

## Liste des espèces
Selon The Reptile Database (23 août 2015) :
- Hypsiglena affinis Boulenger, 1894
- Hypsiglena catalinae Tanner, 1966
- Hypsiglena chlorophaea Cope, 1860
- Hypsiglena jani (Dugès, 1865)
- Hypsiglena ochrorhyncha Cope, 1860
- Hypsiglena slevini Tanner, 1943
- Hypsiglena tanzeri Dixon & Lieb, 1972
- Hypsiglena torquata (Günther, 1860)
- Hypsiglena unaocularus Tanner, 1946

## Publication originale
- Cope, 1860 : Catalogue of the Colubridae in the Museum of the Academy of Natural Sciences of Philadelphia, with notes and descriptions of new species. Part 2. Proceedings of the Academy of Natural Sciences of Philadelphia, vol. 12, p. 241-266 (texte intégral).